# Parafia Zesłania Ducha Świętego w Kozach
Parafia pw. Zesłania Ducha Świętego w Kozach – parafia rzymskokatolicka znajdująca się w Kozach, w przysiółku Gaje. Należy do dekanatu Bielsko-Biała III-Wschód diecezji bielsko-żywieckiej. Erygowana w 2003.